# Sojoez TMA-9
Sojoez TMA-9 (Russisch: Союз ТМА-9) was een Sojoez-missie naar het International Space Station.

## Bemanning

### bemanning ISS Expeditie 14
- Michail Tjoerin Sojoez bevelhebber, ISS boordingenieur  Rusland
- Michael López-Alegría boordingineur, ISS bevelhebber -  Verenigde Staten

### Gelanceerd
- Anousheh Ansari ruimtetoerist -  Iran /  Verenigde Staten

### Geland
- Charles Simonyi ruimtetoerist -  Hongarije /  Verenigde Staten

Landde met de sojoez TMA-10

## Missie parameters
- Massa 7,270 kg
- Perigeum: 200 km
- Apogeum: 241 km
- Glooiingshoek: ~51.7°
- Omlooptijd: 88.6 min

## Gekoppeld aan het ISS
- Gekoppeld aan het ISS: 20 september, 2006,05:21 UTC (aan de Zvezda module)
- Afgekoppeld van het ISS: 21 april, 2008,19:14 (van de Zvezda module)
- Gekoppeld aan het ISS: 10 oktober, 2006,19:34 UTC (aan de Zarya module)
- Afgekoppeld van het ISS: 21 april, 2008, 09:11 (van de Zarya module)